# Olanzapină
Olanzapina, vândută sub numele comercial Olanzapină Actavis printre altele, este un antipsihotic atipic utilizat în primul rând pentru tratarea schizofreniei și tulburării bipolare. Pentru schizofrenie, poate fi utilizată atât pentru o boală începută recent, cât și pentru mentenanță pe termen lung. Căile de administrare disponibile sunt orală sau prin injectare într-un mușchi.
Efectele adverse obișnuite sunt creșterea în greutate, tulburări de mișcare, amețeala, senzația de oboseală, constipația și gura uscată. Alte efecte adverse pot fi presiune scăzută a sângelui în timpul statului în picioare, reacții alergice, sindromul neuroleptic malign, nivel înalt de zahăr în sânge, atacuri epileptice, ginecomastie, disfuncție erectilă și dischinezie tardivă. La persoanele vârstnice cu demență, utilizarea sa crește riscul de deces. Utilizarea ei în ultima perioadă a sarcinii poate avea ca rezultat o tulburare de mișcare la bebeluș un anumit timp după naștere. Deși felul în care lucrează nu este pe deplin clar, ea blochează receptorii de dopamină și serotonină.
Olanzapina a fost patentată în 1971 și aprobată pentru uz medical în Statele Unite în 1996. Este valabilă ca medicament generic. În Statele Unite, costul deplin era de mai puțin de US$0,25 per doză în 2018. În 2016, a fost prescris de mai mult de 2 milioane de ori în Statele Unite.

## Utilizări medicale

### Schizofrenie
Tratamentul psihiatric de primă linie pentru schizofrenie este medicația antipsihotică, olanzapina fiind o astfel de medicație. Olanzapina se arată a fi eficientă în reducarea simptomelor de schizofreniei, tratarea exacerbărilor acute și tratarea începutului timpuriu de schizofrenie. Oricum, utilitatea terapiei de mentenanță este dificil de determinat întrucât peste jumătatate din persoanele pe care s-au făcut probe lasă tratamentul înaintea termenului de șase săptămâni. Tratamentul cu olanzapină (la fel ca cel cu clozapină) poate rezulta în creșterea greutății și sporirea nivelului de glucoză și colesterol în comparație cu cele mai multe dintre celelalte medicamente antipsihotice din generația a doua utilizate pentru tratarea schizofreniei.

#### Comparație
National Institute for Health and Care Excellence, Asociația Britanică pentru Farmacologie și Federația Mondială a Societăților pentru Psihiatrie Biologică sugerează că sunt diferențe mici între eficiența diferitelor antipsihotice în prevenirea recidivării și recomandă ca alegerea specifică a antipsihoticului să alească în funcție de preferința pacientului și profiulul de efecte adverse al medicamentului. Agency for Healthcare Research and Quality din SUA concluzionează că olanzapina nu este diferită de haloperidol în tratarea simptomelor pozitive și a psihopatologiei generale, dar în ce privrește evaluarea genereală, dar că este superioară în tratarea simptomelor negative și depresive. Are un risc mai mic de cauzare de tulburări de mișcare decât antipsihoticele tipice.
Într-o comparație din 2013 a 15 medicamente antipsihotice utilizate pentru schizofreniei, olanzapina a fost pe locul 3 în ce privește eficiența. Este cu 5% mai eficientă decât risperidona (locul 4), cu 24-27% mai eficientă decât haloperidolul, quetiapina și aripiprazolul, și cu 33% mai eficientă decât clozapina (1). O analiză din 2013 a primului episod de schizofrenie a concluzionat că olanzapina este superioară haloperidolului în furnizarea unei rate mai mici de discontiuitate și a reducerii pe termen scurt a simptomelor, ratei de reacție, depresiei, funcției cognitive, discontinuității din cauza eficienței slabe și recidivării pe termen lung, dar nu și a simptomelor pozitive și a scorului la Impresiile Clinice Globale. Dimpotrivă, a doua generație de antipsihotice s-a arătat a fi superioară primei generații de antipsihotice doar în privința discontinuității, simptomelor negative (cu un efect mult mai mare observat la studiile sponsorizate de industrie în comparație cu cele sponsorizate de guvern) și scorurilor legate de cogniție. Olanzapina a cauzat mai puține efecte adverse extrapiramidale, mai puțină acatasie, dar a cauzat o creștere în greutate semnificativ mai mare, creștere a colesterolului seric și sporire a trigliceridelor în comparație cu haloperidolul. O analiză din 2012 a concluzionat că dintre 10 antipsihotice atipice, numai clozapina și risperidonul sunt mai bine decât prima generație de antipsihotice. O analiză din 2011 a concluzionat că nici prima, nici a doua generație de antipsihotice nu produce schimbări semnificative pe plan clinic la scorurile de Impresie Clinică globală, dar a constatat că olanzapina și amisulprida produc efecte mai mari asupra bateriilor PANSS și BPRS decât cinci alte antipsihotice din a doua generație sau toate antipsihoticele din prima generație. O analiză sistematică Cochrane din 2010 a găsit că olanzapină poate avea un avantaj ușor în eficiență în comparație cu aripiprazolul, quetiapina, risperidonul și ziprasidona. Nici o diferență în eficiență n-a fost detectată când se compară olanzapina cu amisulprida și clozapina.
O meta-analiză din 2014 a 9 probe publicate cu o durată minimă de șase luni și durată medie de 52 de săptămâni a concluzionat că olanzapina, quetiapina și risperidona au efecte mai bune asupra funcției cognitive decât amisulprida și haloperidolul.

### Tulburare bipolară
Olanzapina este recomandată de National Institute for Health and Care Excellence ca terapie de primă linie pentru tratarea maniei acute din tulburarea bipolară. Alte recomandări de primă linie sunt haloperidolul, quetiapina și  risperidona. Este recomandată în combinație cu fluoxetina ca tratament de primă linie al depresiei bipolare acute și ca tratament de linia a doua pentru tratamentul de mentenanță a tulburării bipolare.
Network for Mood and Anxiety Treatments (CANMAT) recomandă olanzapina ca tratament de mentenanță de primă linie pentru tulburarea bipolară și combinația dintre olanzapină și fluoxetină ca tratament de linia a doua pentru depresia bipolară.
O meta-analiză din 2014 a concluzionat că olanzapina plus fluoxetina este cel mai eficient dintre nouă tratamente ale depresiei bipolare inclusiv potrivit analizelor.

### Alte utilizări
Evidența nu susține utilizarea de antipsihotice atipice, inclusiv olanzapina, pentru tulburările de alimentație.
Olanzapina n-a fost riguros evaluată pentru cazurile de tulbuare de anxietate generaliztă, tulburare de panică, delirul parazitozelor sau tulburare de stres posttraumatic. Olanzapina nu este mai eficientă decât litiul și valproatul și este mai eficientă decât placebo în tratarea tulburării bipolare. A fost de asemenea utilizată pentru sindromul Tourette și gângăvit.
S-a studiat efectul olanzapinei în tratarea hiperactivității, comportamentului agresiv și comportamentelor repetitive legate de autism.
Olanzapina este frecvent prescrisă în mod neoficial pentru tratarea insomniei, inclusiv a dificultăților de a adormi și a sta adormit. Sedarea în timpul zilei experimentată cu olanzapină este în general comparabilă cu quetiapina și lurasidona, ceea ce este o plângere frecventă în cazurile de probe clinice. În anumite cazuri, sedarea cauzată de olanzapină subminează abilitatea oamenilor de a se trezi la timpul potrivit în fiecare zi. Aici apare o anumită evidență a eficienței în tratarea insomniei, dar studii pe termen lung (în special pentru siguranță) sunt încă necesare.

### Populații specifice

#### Sarcină și alăptare
Olanzapina este asociată cu o mai mare placentară decât orice alt antipsihotic atipic. În ciuda acestui fapt, evidența valabilă sugerează că este sigură în timpul sarcinii, deși evidența nu este suficient de sigură pentru a spune ceva cu un nivel mare de încredere. Olanzapina este asociată cu creștere în greutate, care potrivit studiilor recente i-ar putea pune pe pacineții tratați cu olanzapină la un risc crescut de defect de tub neural (e.g. spină bifidă). Alăptarea de la sân de către femeile care iau olanzapină este contrarecomandă din cauza faptului că olanzapina este secretată cu lapte de mamă.

#### Vârstnici
Menționând un risc crescut de accident vascular cerebral, în 2004, Comitetul pentru Siguranța Medicieni din Regatul Unit a emis un avertisment că olanzapina și risperidona, ambele medicamente antipsihotice atipice, nu trebuie date pacienților vârstnici cu demență. În Statele Unite, olanzapina este vândută cu un avertisment pe cutie cu privire la riscul crescut de deces la pacienții vârstnici. Nu este aprobată pentru uz la pacienții cu psihoză legată de demență. Oricum, o investigație BBC din iunie 2008 a găsit că acest îndemn a fost ignorat pe scară largă de doctorii britanici. Evidența sugerează că vârstnicii au mai mare probabilitate de a experimenta creștere în greutate de la olanzapină în comparație cu aripiprazolul și risperidona.

## Efecte adverse
Principalul efect advers al olanzapinei este creșterea în greutate, care poate fi profundă în anumite cazuri și/sau asociată cu deranjamente ale lipidelor din sânge și zahărului din sânge. O meta-analiză recentă a eficienței și toleranței a 15 medicamente antipsihotice (APD) a găsit că olanazpina are cea mai mare predispoziție de cauzare a creșterii în greutate din 15 APD. Efectele adverse extrapiramidale ale olanzapinei, deși sunt potențial serioare, sunt rare, dar pot consta în tremururi sau rigiditate musculară.
Anumite grupuri de pacienți au un risc crescut de efecte adverse ale olanzapinei și ale antipsihoticelor în general. Olanzapina poate produce niveluri semnificativ de înalte de zahăr în sânge la persoanele cu diabetes mellitus. În mod asemănător, vârstnicii au un risc crescut de răniri accidentale și în urma căderilor. Bărbații tineri par a avea un risc crescut de reacții distonice, deși acestea sunt relativ rare în cazul utilizării olanzapinei. Cele mai multe antipsihotice, inclusiv olanzapina, distrug sistemele termoregulatoare ale corpului, permițând așadar incursiuni spre niveluri periculoase când situații precum expunerea la căldură sau exerciții obositoare au loc.
Alte efecte adverse pot fi galactoreea, amenoreea, ginecomastia și disfuncția erectilă (impotența).

### Efecte paradoxale
Olanzapina este utilizată pe plan terapeutic pentru a trata boli mentale seriose. În mod ocazional, poate avea efecte opuse și provoca reacții paradoxale serioase la un subgrup mic de oameni, cauzând schimbări neobișnuite de pesonalitate, gânduri sau comportament; s-a făcut legatură între halucinații și gândurile excesive legate de suicid, pe de o parte, și utilizarea olanzapinei, pe de altă parte.

### Efecte metabolice
Food and Drug Administration din SUA cere ca toate antipsihoticele atipice să fie vândute împreună cu o avertizare legată de riscul de dezvoltare a hiperglicemiei și diabetului, ambele fiind factori în sindromul metabolic. Aceste efecte pot fi în relație cu abilitatea medicamentelor de a induce creșterea în greutate, deși există relatări cu privire la schimbări metabolice în abesența creșterii în greutate. Studiile indică că olanzapină deține un risc mai mare de cauzare și exacerbare a diabetului decât alt antipsihotic atipic prescris în mod obișnuit, risperidona. Din toate antipsihoticele atipice, olanzapina are cea mai mare probabilitate de a induce creștere în greutate de diferite măsuri. Sunt anumite relatări despre cetoacidoza diabetică indusă de olanzapină. Olanzapina poate diminua sensibilitatea la insulină, deși un studiu de trei săptămâni pare să infirme aceasta. Poate de asemenea crește nivelurile de trigliceride.
În ciuda creșterii în greutate, un studiu larg aleatoriu al Institutului Național al Sănătății Mentale din SUA a găsit că olanzapina este mai bună la controlarea simptomelor deoarece pacienții sunt au mai multă probabilitate să rămână la olanzapină decât la alte medicamente. Un studiu mic, non-aleatoriu, sugerează că consumul de olanzapină prin tablete dizolvate oral poate induce o mai mică creștere în greutate, dar acest fapt n-a fost demonstrat de un cadru experimantal.

### Sindromul de delir/sedare postinjectare
Sindromul de sedare/delir post-injectare (PDSS) este un sindrom rar care este specific formulei injectabile cu acțiune lungă a olanzapinei, pamoatul de olanzapină. Incidența PDSS cu pamoatul de olanzapină este estimată a fi de 0.07% din administrări, și este unică între alte antipsihotice de a doua generație, de acțiune lungă (e.g. palmitat de paliperidonă), care nu par să dețină același risc. PDSS se caracterizează prin simptome de delir (e.g. confuzie, dificultăți de vorbire și mișcări necoordonate) și sedare. Deși nu toate persoanele cu PDSS vor experimenta și delir și sedare, cele mai multe dintre le vor experimenta (83%). Deși mai puțin specifice pentru PDSS, o majoritate de cazuri (67%) implică simțirea unui discomfort general. Se crede că PDSS poate avea loc din cauza injectării accidentale și absorbției pamoatului de olanzapină în sânge, unde poate acționa mai rapid, în contrast cu eliminarea înceată din țesutul muscular. Utilizând-o cum se cuvine, tehnia de injecție intramusculară a pamoatului de olanzapină ajută diminuarea riscului de PDSS, deși nu elimină riscul în întregime. Din acest motiv FDA îi îndeamnă pe oamenii care sunt injectați cu pamoat de olanzapină să fie supravegheați 3 ore după administrare, pentru eventualitatea în care PDSS are loc.

### Toxicologie animalică
Olanzapina a demonstrat efecte cancerigene  în multiple studii când este expusă în mod cronic la femelele șoareci și șobolani, dar nu și la masculi. Tumorile găsite sunt fie în ficat, fie în glandele mamare ale animalelor.

### Discontinuitate
British National Formulary recomandă o înlăturare treptată în timpul discontinuității antipsihoticelor pentru evitarea sindromului acut de înlăturare sau recidivarea rapidă. Simptomele înlăturării constau adesea în greață, vomitat și pierderea apetitului. Alte simptome pot fi agitația, transpirația crescută și probleme cu somnul. Mai puțin obișnuite, pot avea loc simțăminte de învârtire a lumii, amorțeală sau dureri musculare. În general, simptomele se rezolvă după o scurtă perioadă de timp.
Există o evidență preliminară că discontinuarea antipsihoticelor poate rezulta în psihoză. Poate de asemenea rezulta în reocurența condiției care este tratată. Rareori, dischinezia tardivă poate avea loc când se încetează consumul medicației.

## Supradoză
Simptomele unei supradoze sunt tahicardia, agitația, dizartria, conștiința diminuată și coma. Decesul a fost raportat după o supradoză acută de 450 mg, dar și supraviețuirea după o supradoză acută de 2000 mg. Decesele în general au avut loc, cu concentrări ale olanzapinei în plasmă mai mari de  1000 ng/mL post-mortem, fiind înregistrate concentrații de până la 5200 ng/mL (deși acestea ar putea reprezenta o confuzie cu țesutul mort, care ar putea elimina olanzapina în sânge după moarte). Nu este un antidot specific cunoscut pentru supradoza de olanzapină, și chiar medicilor li se recomandă să contacteze un centru de control al otrăvurilor pentru informații despre tratament pentru un asemenea caz.
Olanzapina este considerată moderat toxică în supradoză, mai toxică decât quetiapina, aripiprazolul și ISRS și mai puțin toxică decât inhibitorii de monoaminoxidază și antidepresivele triciclice.